# AS Koupéla
AS Koupéla (Association sportive de Koupéla, ASK) ist ein Sportverein aus Koupéla, einer Kleinstadt im Osten des westafrikanischen Staates Burkina Faso.
Der Verein konnte sich über die Aufstiegsrunde für die Saison 2008/09 in der ersten Liga des Landes qualifizieren. In der Saison 2007/08 konnte AS Koupéla ASFA-Yennenga Ouagadougou im nationalen Pokalwettbewerb ausschalten und das Viertelfinale erreichen.
Der aus Mali stammende Trainer Massati Bamba hatte als Saisonziel den Klassenerhalt ausgegeben.
Am 18. April 2009 wurde ein neues Stadion in Koupéla eingeweiht. Zuvor hatte der Verein seine Heimspiele im nahegelegenen Zorgho austragen müssen. Die Baukosten betrugen etwa 67.300.000 CFA-Franc, ungefähr 100.000 Euro.